# Terza liceo
Terza liceo è un film del 1954 diretto da Luciano Emmer.

## Trama
Ultimo anno di scuola per la III C del liceo Gobetti di Roma: le vicende dei ragazzi e delle ragazze che devono affrontare l'esame di maturità si intrecciano tra amori più o meno felici, timide contestazioni e piccoli drammi. Lucia, rampolla di una ricca famiglia, ma di animo generoso e ribelle, condivide con Andrea, che invece proviene da una famiglia di modesta condizione, il progetto di un giornale della scuola. I contenuti del fascicolo li mettono in urto col preside, ma uniscono i due ragazzi, che alla fine si innamorano. La loro relazione è però contrastata dalla famiglia di Lucia, che la vuole in coppia con lo stolido ma ricco Pupo.
Giulia si oppone alla volontà del padre, vedovo, di risposarsi. In cerca di indipendenza, accetta la proposta di Maria, sua compagna di banco ed amica, di fare da segretaria nello studio di architettura del padre, dove lavora anche Carlo, di cui Maria è innamorata. Tra Giulia e Carlo nasce subito una simpatia. Giovanna non si accorge dei sentimenti che verso di lei nutre il timido Piero ed ha una storia con Franco: quando lui la lascia si inventa una gravidanza per poterlo trattenere, ma rimedierà solo un ceffone, di cui prontamente si consolerà facendo gli occhi dolci al nuovo ed aitante professore di storia e filosofia. Tra Camilla, campionessa sportiva, e Bruno, studioso e sognatore, nasce una cotta che resiste a tutte le avversità: quando le famiglie vorranno dividere i due ragazzi, questi inizieranno uno sciopero della fame, riuscendo così a spuntarla su ogni opposizione.
Arriva il giorno degli esami ed anche la fine delle varie vicende. Giulia soppianterà Maria nel cuore di Carlo, ma la sua amica, dopo un momento di rabbia, comprenderà e la perdonerà. Il nuovo sentimento renderà Giulia più comprensiva nei confronti della nuova moglie del padre. Lucia, invece, dopo aver parlato con il padre di Andrea, un ferroviere, si rende conto che le differenze sociali che li separano non permettono che la loro storia prosegua, con il rischio che Andrea, travolto dalla passione, abbandoni gli studi in cui eccelle, vanificando così tutti i sacrifici che la sua modesta famiglia ha fatto. Allora, senza dirgli i veri motivi della sua scelta, con infinita tristezza, metterà fine alla relazione con Andrea e si trasferirà altrove. Giovanna continua a fare la corte al nuovo professore, così come, da tempo, sta facendo Maria, dopo aver interrotto il proprio rapporto affettivo con Carlo.

## Produzione

### Soggetto e sceneggiatura
Terza liceo è il quarto lungometraggio diretto da Emmer, con cui egli prosegue il racconto di un mondo "minore" e di figure non eroiche, con una «inclinazione per le vicende collettive centrate non su uno o due personaggi, ma spezzettati in numerosi casi legati dall'ambiente», ribadendo tematiche che avevano già ispirato le sue opere precedenti. «Mi sento attratto - ha spiegato Emmer - dai film che raccontano le storie della gente comune nelle quali scopro la possibilità di identificarmi; sono le storie che accadono tutti i giorni ed i personaggi che incontriamo per la strada quelli che riconosco come i più consoni alla mia sensibilità».
La sceneggiatura nacque dalle ricerche condotte da Amidei, che girò a lungo per vari licei, raccogliendo storie raccontate da studentesse, che andavano «dalle bambinate al tentato suicidio». Con Amidei, Emmer aveva stretto un forte sodalizio artistico basato sul comune interesse per raccontare piccole storie di vita, e molti episodi presero spunto anche da esperienze e ricordi personali: «In Terza liceo - ha detto - ci sono ricordi autobiografici nostri e degli interpreti, che scegliemmo proprio tra gli studenti. Questa ricerca degli attori non professionisti, era il momento saliente della preparazione del film». 

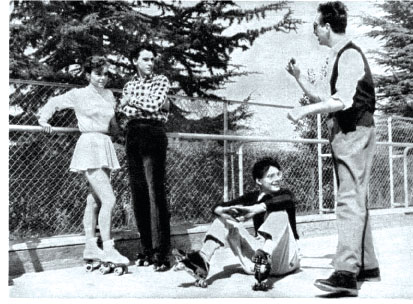
Sul set di Terza liceo: il regista Emmer (a destra) dà indicazioni a tre dei giovanissimi attori: Christine Carère, Ugo Amaldi e, seduto, Claudio Barbesino

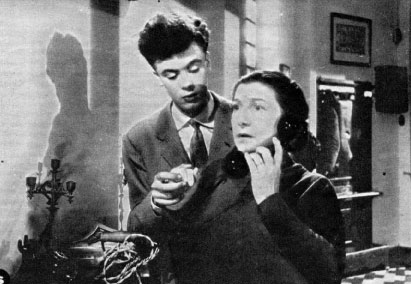
Scena del film con Franco Santori e Paola Borboni, la quale fu tra i pochi professionisti che lavorarono nel film

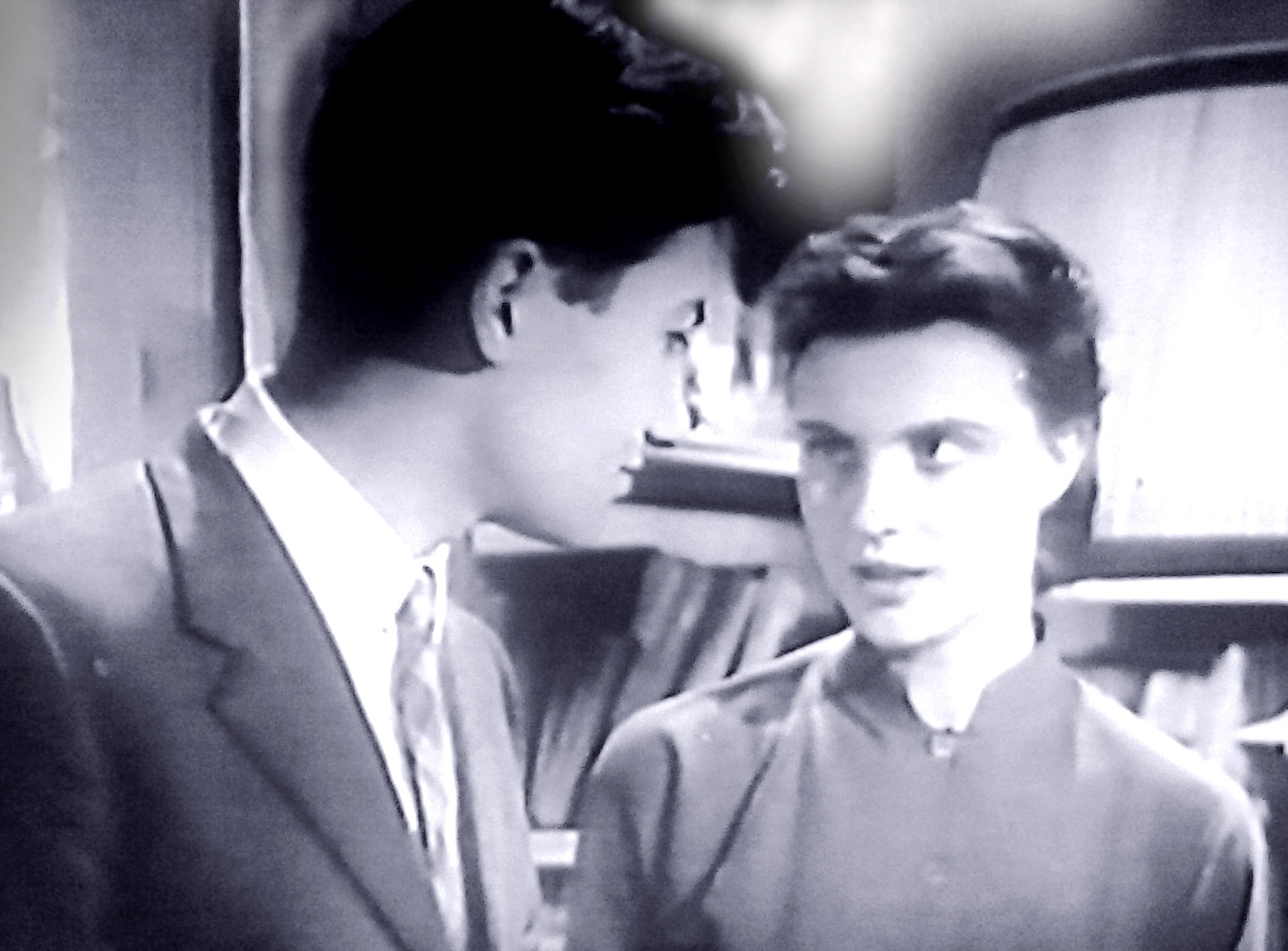
L'amore "impossibile" nella terza liceo di Emmer tra Andrea (Ferdinando Cappabianca) e Lucia (Ilaria Occhini/Isabella Redi)

### Riprese
Le riprese del film iniziarono nella seconda metà del mese di gennaio 1953. Gli interni furono girati a Cinecittà, mentre per gli esterni furono utilizzati la Villa Borghese, e la spiaggia di Torvaianica per le poche scene in cui due dei protagonisti si trovano in riva al mare. L'edificio scolastico che compare in alcune scene esterne è il Liceo Mamiani di Roma. La lavorazione terminò alla fine del mese di aprile dello stesso 1953. La pellicola uscì però nelle sale cinematografiche quasi un anno dopo, nell'aprile 1954.

### Interpreti
Emmer ricorse in prevalenza a giovani attori ed attrici non professionisti, come già aveva fatto in Domenica d'agosto. Si trattava di «sei ragazzi e sei ragazze presi tutti (tranne una, la Carrère) da scuole italiane e chiamati a Roma per impersonare i dodici protagonisti». Ad essi furono affiancati pochissimi professionisti, quali Turi Pandolfini, Paola Borboni, Antonio Battistella o Manlio Busoni, comunque in ruoli non di primo piano. Le sole giovani che avevano già al proprio attivo un'esperienza cinematografica erano appunto la Carrère, che aveva iniziato la sua attività in Francia nel 1951 partecipando ad alcune pellicole, e la Sandri, che aveva già lavorato con Matarazzo e Soldati.
Per molti di questi neo attori Terza liceo restò l'unica esperienza nel mondo del cinema. Soltanto per Ilaria Occhini (che qui si fa chiamare Isabella Redi) il film di Emmer, in cui dimostra una «recitazione essenziale, scabra, tagliente, una spanna al di sopra di tutte le sue frivole coetanee» sarà l'inizio di una lunga e prestigiosa carriera nel mondo dello spettacolo. Anche Giulia Rubini proseguirà l'attività cinematografica negli anni cinquanta e sessanta. Ferdinando Cappabianca interpreterà pochi altri film, per poi abbandonare quasi subito il cinema. Ugo Amaldi diventerà un importante fisico, mentre Eriprando Visconti, che nei titoli di testa compare come Prando, farà il regista, così come Giuliano Montaldo. Per la Carrère questa rimase una delle due esperienze nel cinema italiano: nel 1954 recitò diretta da Vittorio Cottafavi in Una donna libera, quindi tornò in Francia dove la sua carriera proseguì sino alla fine degli anni cinquanta. Anche la Sandri, che partecipò senza molta fortuna a pellicole francesi ed inglesi si ritirò due anni dopo. Tutti gli altri principali e giovani interpreti non comparvero più in altri film. Avrà invece successo un'attrice, che in Terza liceo non è neanche accreditata ed appare fugacemente soltanto in pochissime scene, ma che poi l'anno successivo Lattuada lancerà come immagine "sexy" ne La spiaggia: Valeria Moriconi.
Nonostante si trattasse di un film sui "buoni sentimenti", Terza liceo incontrò qualche difficoltà con la rigida censura del tempo. Secondo Argentieri, «Ermini, si è scandalizzato alla vista di alcuni ragazzi che durante una gita al Terminillo si scambiano furtivi baci», nonché dalla presenza di alcune scene in cui le ragazze compaiono, durante delle prove sportive, in pantaloncini corti. 
Non si trattò di un caso isolato, anzi altre pellicole ebbero quell'anno difficoltà ancora più rilevanti. In un veemente editoriale apparso sul n. 133 del 15 maggio 1954 di Cinema si sosteneva che le difficoltà di Terza liceo, per quanto rappresentassero «il colmo del ridicolo», andavano di pari passo con quelle incontrate da Totò e Carolina, La romana e Mambo, per non parlare delle resistenze che ostacolarono Senso di Visconti. Fu proprio in quell'anno 1954 che la tensione tra il mondo del cinema ed il governo sul tema della censura sfociò in un documento di protesta sottoscritto da tutti i principali registi italiani. Il film di Emmer, tuttavia, a differenza di alcuni di quelli citati, poté poi circolare con poche variazioni.
Tuttavia, una preclusione di tipo morale verso il film di Emmer fu ribadita da parte della critica di orientamento cattolico: «Ampie riserve» furono infatti espresse nel giudizio del Centro Cattolico Cinematografico, con «visione ammessa solo per adulti di piena maturità (per) valori morali del tutto assenti, atteggiamenti dei professori e contegno opportunistico dei genitori».

## Accoglienza

### Risultato commerciale
Terza liceo ebbe un buon riscontro di pubblico, ottenendo un incasso di circa 410 milioni di lire, dato su cui concordano sia il Catalogo Bolaffi che il Dizionario del cinema. In questo modo il film di Emmer si classificò tra i primi 20 rispetto ai circa 150 prodotti in Italia nel 1953-54. Nel 1954 campioni di incasso furono Ulisse di Camerini con circa 1 miliardo e 800 milioni di introito, seguito dal sequel Pane, amore e gelosia di Comencini con quasi 1 miliardo e mezzo. Il successo del film innescò, come Emmer ricorderà molti anni dopo, «una sequela di richieste da parte dei produttori affinché girassi il seguito», cosa che il regista rifiutò di fare, se non moltissimi anni dopo quando realizzò Basta! Ci faccio un film.

### Giudizi contemporanei
Il film di Emmer ricevette giudizi contrastanti, ma in prevalenza positivi, questi ultimi basati essenzialmente sulla simpatia dei ricordi evocati dalle storie dei ragazzi. Così il commento del Corriere della Sera, secondo il quale «Terza liceo è come una voliera in cui si siano raccolti decine di uccelli, un film pigolante. Gli adolescenti di una scuola dicono le stesse cose senza senso che a suo tempo dicevamo noi e che poi diranno i nipoti (...) Si ha la sensazione che invece di un film a soggetto questo sia un documentario sul liceo. Nei limiti della sua labilità questo film di appunti scritti col lapis a noi non dispiace, né dispiacerà ai molti che riconosceranno, pur tra i luoghi comuni ed i tipi della convenzione, qualcosa di sé stessi di ieri in questi ragazzi di oggi».
Analogo il giudizio de La Stampa che scrisse di «un mosaico abbastanza piacevole, qua e là divertente», pur contestando l'immagine di «una gioventù vista per archetipi, dove prevale la cottarella (...) Comunque, bastano queste apparizioni a suscitare simpatie, bastano poche battute e suscitare sorrisi e bastano pochi episodi a suscitare altri ricordi, facendo di ogni spettatore un inconscio ma validissimo collaboratore del regista e dei suoi disinvolti ed improvvisati attori».

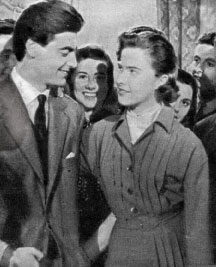
Una scena interpretata dal futuro regista Eriprando Visconti e da Giovanna Turi

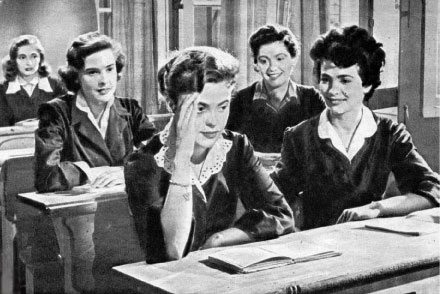
Le giovani attrici Annamaria Sandri, Giovanna Turi, Christine Carère, Roberta Primavera e Giulia Rubini sui banchi della Terza liceo di Emmer

Ma se per alcuni commentatori il richiamo ai ricordi di gioventù era motivo di simpatia, altri vi videro invece un elemento di distanza dalla realtà, come sostenuto da L'eco del cinema, secondo cui «Emmer ha avuto il torto di seguire la strada dei ricordi più piacevoli in un momento in cui più che mai si prospetta come la più inadeguata per esprimere i dubbi e le angosce della gioventù di oggi (per cui) il risultato conseguito non è del tutto convincente, nonostante l'indubbio buon gusto nella scelta dei motivi».
Anche per Terza liceo non mancò la valutazione, ricorrente nella critica del tempo, del rapporto con il neorealismo, come fece Cinema nuovo: «Battute di lieve comicità, misurata e non completamente scontata, spunti originali non mancano a questo film (ma) se voleva essere una descrizione idillica dell'anno più scabroso e felice della nostra vita studentesca, che bisogno c'era di intavolarvi questioni sommariamente sociali ? Questo non è il servizio migliore che si possa fare al neorealismo, che viene a scadere nel tritume macchiettistico».
La critica più severa provenne dal periodico di ispirazione cattolica Rivista del cinematografo che scrisse di «difetti di superficialità, di gusto, di convenzionalità di caratteri, di sciatteria narrativa; i diversi caratteri dei personaggi appaiono soltanto superficialmente accennati; ambiente convenzionale nell'impostazione, banale nelle indagini (con) un risultato del tutto sconfortante; tutto appare nel film orientato verso un facile sfruttamento di motivi scarsamente originali».

### Commenti successivi
Con il passare degli anni, nei giudizi retrospettivi, Terza liceo fu considerato, assieme alle altre opere di Emmer, quale elemento rappresentativo di un particolare periodo della società italiana. «I film di Emmer - ha scritto Brunetta - appaiono oggi tutt'altro che "modesti", né tantomeno cascami di neorealismo. Rappresentano una fenomenologia dell'epica quotidiana, di una società piccolo borghese che affronta con forza, coraggio ed ottimismo i rigori del clima degli anni Cinquanta. Propongono tutti insieme un messaggio ed un richiamo alla solidarietà, alla tolleranza ed al rispetto umano».
Inoltre, come sostenuto da Spinazzola, i film di Emmer, assieme a quelli di altri registi e pellicole anche molto diverse tra di loro (da Due soldi di speranza di Castellani a Pane, amore e fantasia di Comencini) rientrano nel filone conosciuto come "neorealismo rosa", nel quale tuttavia «più immediatamente efficace proprio perché meno complesso ed impegnativo era l'esempio offerto dai bozzetti di Emmer, tenui, sommessi, inclini al sentimentalismo». Ancor più recentemente il Mereghetti presenta Terza liceo come un «piacevole ed accorato ritratto dell'Italia degli anni Cinquanta. Pur senza grandi colpi di regìa, Emmer tratteggia con abilità i personaggi e regge con disinvoltura i fili di una storia impostata in modo corale».